# Verzorgingsplaats 't Veentje
Verzorgingsplaats 't Veentje is een Nederlandse verzorgingsplaats, gelegen aan de westzijde van A27 Almere-Breda tussen afritten 35 en 34 in de gemeente Eemnes. Aan de andere zijde van de snelweg ligt verzorgingsplaats Eemakker.
Richting Almere:
Kalix Berna · 
De Keizer · 
Blommendaal · 
De Knoest · 
Voordaan · 
Eemakker
Richting Breda:
't Veentje · 
Nijpoort · 
De Kroon · 
Scheiwijk · 
Hank · 
Galgeveld